# Hipster-Rap
Hipster-Rap ist die 2008 von den Medien geprägte Bezeichnung einer im Hip-Hop verbreiteten, vorgeblich avantgardistischen Mode, die als Abgrenzung vom Gangsta- und Hardcore-Rap dient. Begründet wurde das Subgenre von Kanye West, dessen Lied Stronger als erster Hipster-Rap-Song gilt. Weitere Wegbereiter sind André 3000, Pharrell Williams (mit N.E.R.D) und Lupe Fiasco. Der Begriff wird von den Interpreten selbst allerdings nicht benutzt.
Hipster-Rap wird in erster Linie über die Songtexte definiert. Diese beschreiben im Gegensatz zu den traditionellen Rap-Inhalten über das Straßenleben und Feiern eher Banalitäten wie das Skateboard- (Lupe Fiasco) und BMX-fahren (The Cool Kids), die Verehrung der Spielfigur Sonic (Charles Hamilton), das College-Leben (Asher Roth) und modische Statussymbole wie Sneakers (Wale). Auch durch die stilbewusste, oft an Dandys erinnernde Kleidermode grenzen Hipster-Rapper sich von Gangsta-Rappern ab.
Musikalisch vermischt der Hipster-Rap unterschiedlichste Stile mit Rap. Viele Stücke sind unterlegt von gesampleten, ungewöhnlich scheinenden Instrumentals; beispielsweise verwendet Chiddy Bang Instrumentals von Künstlern wie MGMT, Radiohead und Passion Pit. Oftmals sind Electro-Einflüsse zu hören, so kollaborierte etwa Kanye West mit Daft Punk, Wale mit Justice und Kid Cudi mit den Crookers. Asher Roth integriert dagegen Live-Musik, während The Cool Kids von der Old School beeinflusst sind.
Bekanntheit erlangten die meisten Hipster-Rapper über die Blogosphäre, in der zumeist vor der Veröffentlichung des Debütalbums mehrere kostenlose Mixtapes erschienen.
Weitere bekannte Hipster-Rapper sind Drake, B.o.B, Jay Electronica, The Pack, Kidz in the Hall und Mickey Factz.